# Maçainhas (Guarda)
Maçainhas is een plaats (freguesia) in de Portugese gemeente Guarda en telt 1146 inwoners (2001).